# Torneo WTA de Shenzhen 2019
El Shenzhen Gemdale Open 2019 fue un evento de tenis de la  WTA International. Se disputó en Shenzhen (China), en cancha dura al aire libre, formando parte de un par de eventos que sirven de antesala al Abierto de Australia 2019, entre el 31 de diciembre de 2018 y el 5 de enero de 2019.

## Distribución de puntos
| Modalidad           | Campeona | Finalista | Semifinales | Cuartos de final | 2ª ronda | 1ª ronda | Clasificadas | 2ª ronda de clasificación | 1ª ronda de clasificación |
| Individual femenino | 280      | 180       | 110         | 60               | 30       | 1        | 18           | 12                        | 1                         |
| Dobles femenino     | 280      | 180       | 110         | 60               | -        | 1        | -            | -                         | -                         |

## Cabezas de serie

### Individuales femenino
| Tenista                   | Ranking | Preclasificada |
| Aryna Sabalenka           | 13      | 1              |
| Caroline Garcia           | 19      | 2              |
| Wang Qiang                | 20      | 3              |
| Jeļena Ostapenko          | 43      | 4              |
| Maria Sharapova           | 29      | 4              |
| Saisai Zheng              | 39      | 6              |
| Shuai Zhang               | 40      | 7              |
| Anastasiya Pavliuchenkova | 42      | 8              |

- Ranking del 24 de diciembre de 2018.[2]

### Dobles femenino
| Tenista                            | Ranking | Preclasificada |
| Shuko Aoyama Lidziya Marozava      | 83      | 1              |
| Peng Shuai Yang Zhaoxuan           | 88      | 2              |
| Dalila Jakupović Irina Khromacheva | 100     | 3              |
| Wang Yafan Zhang Shuai             | 125     | 4              |

## Campeonas

### Individual femenino
Aryna Sabalenka venció a  Alison Riske por 4-6, 7-6(7-2), 6-3

### Dobles femenino
Shuai Peng /  Zhaoxuan Yang vencieron a  Yingying Duan /  Renata Voráčová por 6-4, 6-3 